# Your Own Sweet Way
Your Own Sweet Way è un brano musicale dei Notting Hillbillies, scritto dal chitarrista e cantante Mark Knopfler; fu pubblicato nel febbraio del 1990 come primo singolo estratto dall'album Missing...Presumed Having a Good Time.
Il testo della canzone descrive un rapporto sentimentale travagliato.